# 국립나주문화유산연구소
국립나주문화유산연구소(國立羅州文化遺産硏究所, Naju National Research Institute of Cultural Heritage), 과거 국립나주문화재연구소(國立羅州文化財硏究所)는 국립문화유산연구원의 소속기관이다. 2005년 8월 16일 발족하였으며, 전라남도 나주시 영산포로 263-23에 위치하고 있다. 소장은 서기관·기술서기관 또는 학예연구관으로 보한다.

## 연혁
- 2005년 8월 16일: 국립문화재연구소 소속으로 국립나주문화재연구소 설치.[2]
- 2005년 8월 23일: 초대 심영섭 소장 취임.
- 2005년 10월 16일: 국립나주문화재연구소 개소.
- 2008년 9월 1일: 제2대 김성범 소장 취임.
- 2010년 2월 28일: 제3대 연웅 소장 취임.
- 2010년 12월 27일: 국립나주문화재연구소 출토유물보관센터 준공.
- 2012년 1월 31일: 제4대 김용민 소장 취임.
- 2012년 10월 29일: 제5대 최장락 소장 취임.
- 2013년 2월 4일: 제6대 김성범 소장 취임.
- 2013년 9월 3일: 제7대 이주헌 소장 취임.
- 2013년 12월 26일: 제8대 송민선 소장 취임.
- 2014년 7월 1일: 제9대 이상준 소장 취임.
- 2016년 1월 12일: 제10대 지병목 소장 취임.
- 2018년 3월 30일: 제 11대 박종익 소장 취임.
- 2019년 2월 7일: 제 12대 임승경 소장 취임.
- 2021년 1월 1일: 제 13대 이은석 소장 취임.
- 2022년 7월 21일: 제 14대 강동석 소장 취임.
- 2022년 9월 7일: 제 15대 방인아 소장 취임.

## 관할구역
- 광주광역시
- 전북특별자치도
- 전라남도
- 제주특별자치도

## 조직

### 소장
- 기획운영과[3]
- 학예연구실[4]